# فرودگاه شروپورت دانتون
فرودگاه شروپورت دانتون (به انگلیسی: Shreveport Downtown Airport) یک فرودگاه همگانی بهره‌برداری هوایی با کد یاتا DTN است که یک باند فرود آسفالت دارد و طول باند آن ۱۵۲۹ متر است. این فرودگاه در شهر شریوپورت کشور ایالات متحده آمریکا قرار دارد و در ارتفاع ۵۵ متری از سطح دریا واقع شده است.